# Matthijs de Ligt
Matthijs de Ligt (* 12. srpna 1999 Leiderdorp) je fotbalový obránce, hrající za anglický klub Manchester United a za národní tým Nizozemska.

## Klubová kariéra
První zápas v nizozemské Eredivisie za A-tým Ajaxu odehrál 21. září 2016 proti Tilburgu. Po 25 minutách na hřišti vstřelil branku po rohovém kopu, čímž se stal druhým nejmladším střelcem nizozemské ligy (po Clarenci Seedorfovi). 24. května 2017 se ve věku 17 let a 285 dní stal nejmladším hráčem, který kdy nastoupil do finále některého z evropských pohárů, když se objevil v sestavě pro finále Evropské ligy proti Manchesteru United. Při galavečeru 17. prosince 2018 získal cenu Golden Boy jako první obránce v historii. V následující sezóně pomohl De Ligt Ajaxu získat domácí double a dostat se do semifinále Ligy mistrů.
De Ligt si svými výkony v roce 2019 vysloužil přestup do italského Juventusu, krátce předtím získal Kopa Trophy pro nejlepšího hráče světa do 21 let. Ve své první sezóně pomohl turínskému týmu obhájit ligový titul a ve druhé sezóně s klubem vyhrál italský pohár.
Po třech letech v Itálii se De Ligt v roce 2022 přesunul do bundesligového Bayernu Mnichov, se kterým hned ve své první sezoně získal ligový titul.
V létě 2024 zamířil De Ligt do Anglie, podepsal pětiletý kontrakt s Manchesterem United.

## Hráčské statistiky

### Klub
Údaje platné ke dni 16. května 2019.
| Klub             | Sezóna           | Liga             | Liga   | Liga   | Pohár  | Pohár  | Evropa1 | Evropa1 | Jiné   | Jiné   | Celkem | Celkem |
| Klub             | Sezóna           | Soutěž           | Zápasy | Branky | Zápasy | Branky | Zápasy  | Brnaky  | Zápasy | Branky | Zápasy | Branky |
| ---------------- | ---------------- | ---------------- | ------ | ------ | ------ | ------ | ------- | ------- | ------ | ------ | ------ | ------ |
| Jong Ajax        | 2016/17          | Eerste Divisie   | 17     | 1      | —      | —      | —       | —       | —      | —      | 17     | 1      |
| Jong Ajax        | Celkem           | Celkem           | 17     | 1      | 0      | 0      | 0       | 0       | 0      | 0      | 17     | 1      |
| Ajax             | 2016/17          | Eredivisie       | 11     | 2      | 3      | 1      | 9       | 0       | —      | —      | 23     | 3      |
| Ajax             | 2017/18          | Eredivisie       | 33     | 3      | 2      | 0      | 4       | 0       | —      | —      | 39     | 3      |
| Ajax             | 2018/19          | Eredivisie       | 33     | 3      | 5      | 1      | 17      | 3       | —      | —      | 55     | 7      |
| Ajax             | Celkem           | Celkem           | 77     | 8      | 10     | 2      | 30      | 2       | 0      | 0      | 117    | 13     |
| Celkem v kariéře | Celkem v kariéře | Celkem v kariéře | 94     | 9      | 10     | 2      | 30      | 2       | 0      | 0      | 134    | 14     |

1 Zahrnuje zápasy v Lize mistrů UEFA a v Evropské lize UEFA.

### Reprezentace
Údaje platné ke dni 6. června 2019.
| Národní tým | Rok    | Zápasy | Branky |
| ----------- | ------ | ------ | ------ |
| Nizozemsko  | 2017   | 3      | 0      |
| Nizozemsko  | 2018   | 10     | 0      |
| Nizozemsko  | 2019   | 3      | 2      |
| Celkem      | Celkem | 16     | 2      |

## Trofeje a ocenění

### Klubové
Ajax
- Eredivisie: 2018/19
- KNVB Cup: 2018/19
- Evropská liga UEFA: 2. místo 2016/17[10]

### Individuální
- Nejlepší hráč turnaje ABN AMRO Future Cup: 2015[11]
- Nejlepší hráč turnaje Copa Amsterdam: 2015[12]
- Vítěz ceny Ajax Talent of the Future (Sjaak Swart Award): 2016[13]
- Vítěz ceny Ajax Talent of the Year (Marco van Basten Award): 2018[14]
- Člen "Nejlepší jedenáctky sezóny" v Evropské lize UEFA: 2016/17[15]
- Člen "Nejlepší jedenáctky sezóny" v Lize mistrů UEFA: 2018/19[16]
- Člen "Nejlepší jedenáctky sezóny" v Eredivisie: 2017/18,[17] 2018/19[18]
- Nejlepší jedenáctka sezóny Bundesligy podle kickeru – 2022/23[19]
- Fotbalový talent roku v Nizozemsku: 2017/18[20]
- Fotbalista roku v Nizozemsku: 2018/19[21]
- Vítěz ceny Golden Boy: 2018[22]
- Člen nejlepšího týmu závěrečného turnaje Ligy národů UEFA: 2019[23]
- Tým roku podle UEFA – 2019[24]
- Světová jedenáctka FIFA FIFPro – 2019[25]